# Tom Söderberg
Pour les articles homonymes, voir Söderberg.
Tom Söderberg est un footballeur suédois, né le 25 août 1987 à Norrköping en Suède. Il évolue comme stoppeur.

## Sélection
- Suède : 1 sélection
- Première sélection le 20 janvier 2010 : Oman - Suède (0-1)

Tom Söderberg compte une sélection en tant que titulaire avec la Suède depuis janvier 2010.

## Palmarès
Vierge